# ZeptoLab
ZeptoLab là một công ty trò chơi giải trí nằm ở Liên bang Nga, được biết đến với trò chơi Cut the Rope, vốn đã có hơn 100 triệu lượt tải về kể từ khi được phát hành. Cho đến nay, công ty đã phát hành các trò chơi như: Parachute Ninja (tháng 2 năm 2010), Cut the Rope (tháng 10 năm 2010), Cut the Rope: Holiday Gift (tháng 12 năm 2010), Cut the Rope: Experiments (tháng 8 năm 2011), Pudding Monsters (tháng 12 năm 2012), Cut the Rope: Time Travel (tháng 4 năm 2013), và Cut the Rope 2 (tháng 12 năm 2013), chúng có thể chơi trên các hệ điều hành trên điện thoại chính bao gồm Android và iOS, HTML5, Mac OS và Google Chrome.
ZeptoLab cũng đã công bố cấp phép và bán hàng quan hệ đối tác cho Cut the Rope và nhân vật nổi tiếng của nó, Om Nom..

## Lịch sử
ZeptoLab được sáng lập vào năm 2010 bởi cặp song sinh tự học Efim và Semyon Voinov, người đã làm trò chơi từ khi mười tuổi. "Zepto," một tiền tố trong toán học có nghĩa là 10−21, nghĩa là "mang nghĩa để biểu thị cách vận hành cửa hàng thực sự của họ."
ZeptoLab đã không nhận bất cứ nguồn tài trợ bên ngoài nào để tạo trò chơi.

## Trò chơi
- Parachute Ninja (tháng 2 năm 2010)
- Cut the Rope (tháng 10 năm 2010)
- Cut the Rope: Holiday Gift (tháng 12 năm 2010)
- Cut the Rope: Experiments (tháng 8 năm 2011)
- Pudding Monsters (tháng 12 năm 2012)
- Cut the Rope: Time Travel (tháng 4 năm 2013)
- Cut the Rope 2 (tháng 12 năm 2013)
- C.A.T.S - Crash Arena Turbo Stars (20 tháng 4 năm 2017)